# 린왕

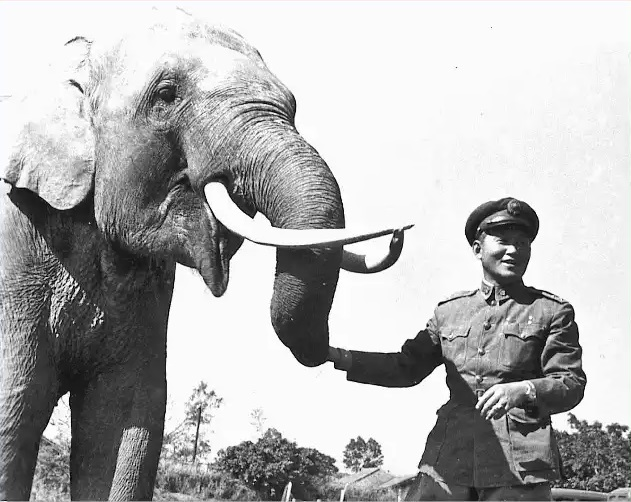

린왕(중국어: 林旺, 병음: Lín Wàng, 주음 부호: ㄌ一ㄣˊ ㄨㄤˋ; 1917년 – 2003년 2월 26일)은 중일 전쟁 (1937년–1945년) 동안 중국 원정군에서 복무했으며 나중에 중국국민당 군대와 함께 중화민국으로 이전한 아시아코끼리이다.(p. 15) 린왕은 생애 대부분을 타이베이 시립동물원에서 보냈으며 동물원의 가장 유명한 동물이었다. 많은 어른들과 아이들은 이 수컷 코끼리를 "린왕 할아버지"라고 다정하게 불렀다.

## 역사

### 중일 전쟁
1941년 일본이 진주만 공격을 감행한 후, 1937년에 시작된 중일 전쟁은 더 큰 분쟁인 제2차 세계 대전의 일부가 되었다. 일본이 버마에 있는 영국 식민지를 공격하자, 장제스 총통은 쑨리런 장군의 지휘 아래 중국 원정군을 조직하여 버마 전역에서 싸우게 했다. 1943년 일본군 진지에서 전투를 벌인 후, 린왕은 다른 코끼리 12마리와 함께 중국군에게 포획되었다. 이 코끼리들은 일본 제국 육군이 보급품을 운반하고 포병을 끄는 데 사용했다. 연합군도 이 코끼리들을 비슷한 임무에 사용했다. 이때 린왕은 "아메이"(阿美)라는 이름이 붙었는데, 이는 "아름다운"이라는 뜻이다.
1945년, 원정군은 중국으로 소환되었다. 코끼리들과 조련사들은 버마 로드를 따라 행진했으며, 힘든 여정 중에 코끼리 6마리가 죽었다. 그들이 광둥성에 도착할 무렵, 전쟁은 끝났다. 그러나 코끼리들의 군 복무는 끝나지 않았다. 그들은 전쟁 순국자들을 위한 기념비를 세우는 데 참여했으며, 1946년 봄에는 후난성의 기근 구호를 위한 자금을 모으기 위해 서커스 공연도 했다.
나중에 이 코끼리들 중 네 마리는 베이징시, 상하이시, 난징시, 창사시의 동물원으로 보내졌다. 린왕을 포함한 나머지 세 마리 코끼리는 광저우시의 공원으로 옮겨졌다.

### 중화민국에서

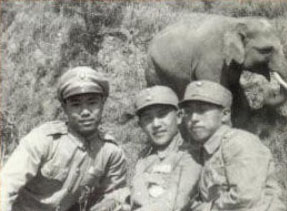
중화민국 가오슝에 있는 린왕과 그의 군 동료들

1947년, 쑨리런은 새로운 병력을 훈련시키기 위해 중화민국으로 파견되었다. 그는 세 마리의 코끼리를 데려갔는데, 그 중 한 마리는 대만 해협을 건너는 도중 병으로 죽었다. 남은 두 마리의 코끼리는 가오슝시 펑산구의 군 기지 근처에서 통나무를 운반하고 다른 간단한 임무를 수행하는 데 사용되었다. 1951년 다른 코끼리 한 마리가 죽었고, 린왕은 버마 시절의 원래 13마리 코끼리 중 유일하게 남게 되었다.
1954년, 군은 린왕을 위안산(圓山)의 타이베이 동물원으로 보내기로 결정했고, 그곳에서 평생의 짝인 말란(馬蘭)을 만났다. 이때 린왕은 여전히 "아메이"라는 이름이었고, 동물원 사육사는 그 이름이 너무 여성스럽다고 생각했다. 그래서 그의 이름은 "숲의 왕"(森林之王)으로 바뀌었고, 줄여서 "린왕"(林王)이 되었다. 그러나 한 기자가 이름을 잘못 듣고 "린왕"(林旺, 다른 글자와 다른 억양)으로 보도했고, 이 이름이 영원히 굳어졌다.
린왕은 중화민국에서 가장 유명하고 인기 있는 동물이 되었고, 1983년 동물원은 그의 66세 생일을 위한 첫 번째 생일 파티를 열었다. 그 이후로 그의 생일은 매년 10월 마지막 일요일에 동물원에서 기념되었으며, 타이베이 시장들의 방문을 포함하여 수천 명의 방문객을 끌어모았다. 1986년, 동물원은 위안산에서 무자구로 이전했고, 많은 타이베이 시민들이 거리에 몰려들어 동물들, 특히 린왕이 이사하는 모습을 보았다.
2003년 초, 린왕은 왼쪽 뒷다리에 관절염을 앓았다. 그는 식욕을 잃기 시작했으며 다른 합병증도 발생했다. 그의 상태는 악화되었고 2월 26일에 사망했다.
몇 주 동안 지속된 그의 추모식에는 수만 명의 사람들이 방문했으며, 그들 중 다수는 코끼리를 위해 카드와 꽃을 남겼다. 린왕은 마잉주 타이베이 시장에 의해 사후 명예 타이베이 시민으로 추대되었다.(p. 17) 천수이볜 총통은 "우리의 영원한 친구, 린왕에게"라는 카드가 달린 화환을 보냈다.(p. 17)

## 유산

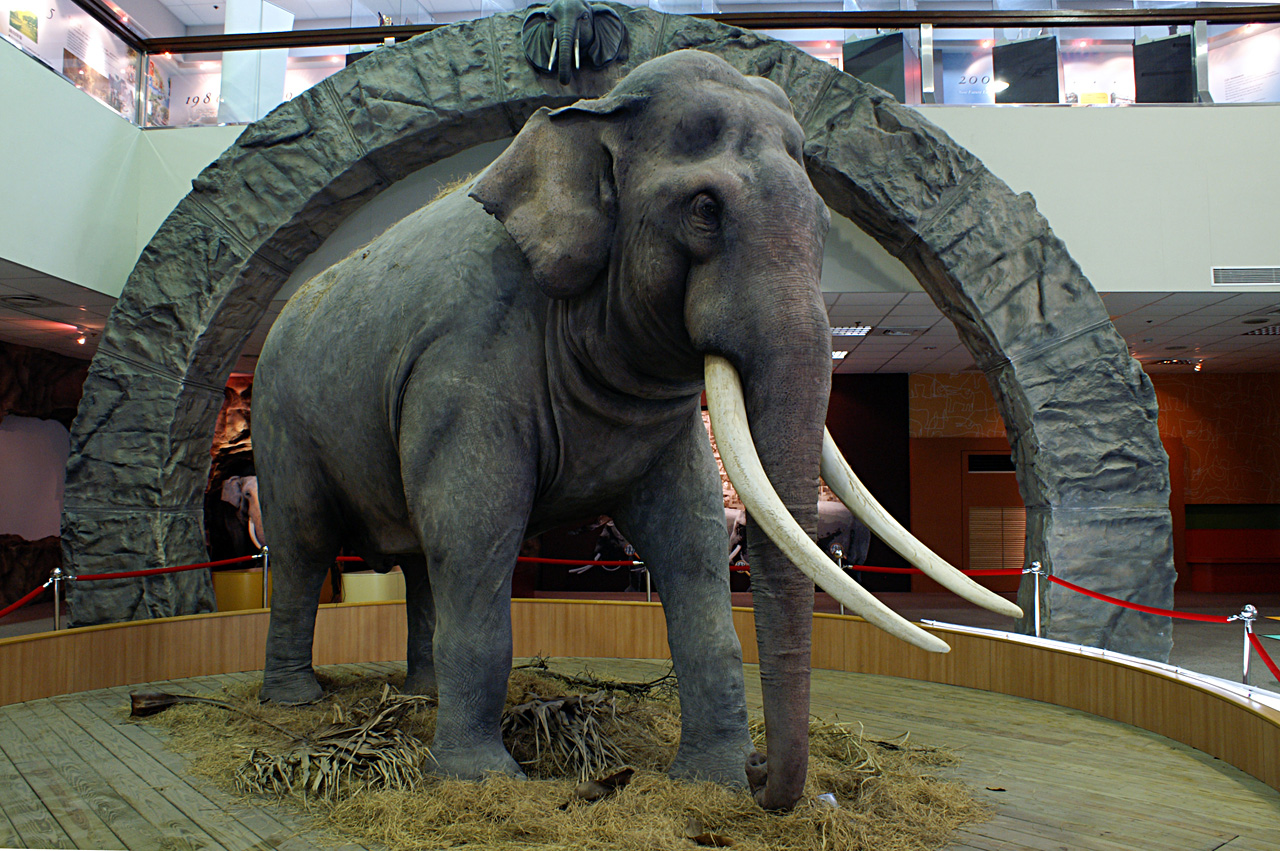
타이베이 동물원의 린왕 표본

일반적인 아시아코끼리의 평균 수명 70세와 비교했을 때, 린왕은 86세에 사망하여 훨씬 오래 살았다. 그는 1997년에 84세로 사망한 인도의 락쉬미쿠티를 넘어 사육된 코끼리 중 가장 오래 산 코끼리이다.
군 복무 외에도 린왕은 문화적 상징이자 많은 사람들의 기억 속에 뗄 수 없는 존재가 되었다. 그의 삶은 중국의 전쟁과 나중에 중화민국의 경제 기적과 같은 역사적 중요 사건들을 반영했으며, 세대에 걸쳐 사람들은 그를 국가 정체성의 일부로 소중히 기억한다. 2004년 린왕은 박제사 린원룽(林文龍)에게 공로를 인정받아 타이베이 동물원에 실물 크기 표본으로 영구 보존되었다.

## 같이 보기
- 쳉갈루어 닥샤야니
- 전투 코끼리
- 티머시 (거북)
- 개별 코끼리 목록

## 더 읽어보기
- 사랑받는 코끼리 린왕, 세상을 떠나다, 장멍루이, 조너선 바너드 번역, 시노라마.
- 타이베이 코끼리, 기네스북 등재 예정, 중앙통신사.